# پارک ژوراسیک ۳
پارک ژوراسیک ۳ (به انگلیسی: jurassic park 3) فیلمی ترسناک و علمی-تخیلی، محصول سال ۲۰۰۱ به کارگردانی جو جانستون است. در این فیلم سام نیل، ویلیام اچ میسی، تیا لئونی، آلساندرو نیوولا، تره‌ور مورگن، جان دیهل، مایکل جیتر، بروس ای یونگ، لورا درن، تیلور نیکولز، لیندا پارک و ژولیو اسکار مچوسو بازی کردند.

## داستان
خانواده کربی پسرشان را در جزیره سورنا گم کرده‌اند . پسر آنها همراه با دایی‌اش در جزیره سقوط کرده پل کربی و همسرش تصمیم می‌گیرند با نگفتن حقیقت دکتر آلن گرانت را متقاعد کنند همراه آنها به جزیره بیاید . آنها می‌گویند فقط می‌خواهند از بالای جزیره عبور کنند و داستان گم شدن پسرشان را به او نگویند ولی وقتی به جزیره می‌رسند و در آنجا فرود می‌آیند ، دکتر گرانت متوجه حقیقت و دردسری که دوباره در آن افتاده، می‌شود.

## دنباله
پس از ۱۴ سال ، دنباله این فیلم با نام دنیای ژوراسیک (انگلیسی: jurassic world) در سال ۲۰۱۵ منتشر شد.